# Colonial Life Arena
Colonial Life Arena (anteriormente nomeada Carolina Center e Colonial Center) é uma arena multi-uso situada em Colúmbia, Carolina do Sul, Estados Unidos. É a casa dos times de basquete masculino e feminino da NCA e da Universidade da Carolina do Sul, os Gamecocks. Possui uma capacidade total de 18,600 assentos, variando para jogos de basquete e concertos. Os direitos do nome foram inicialmente comprados pela empresa de seguros Unum, sendo renomeada para a Colinial Life Insurance & Accident Insurance Company, uma subsidiária da Unum sediada em Colúmbia.